# Distrito de Nueve de Julio

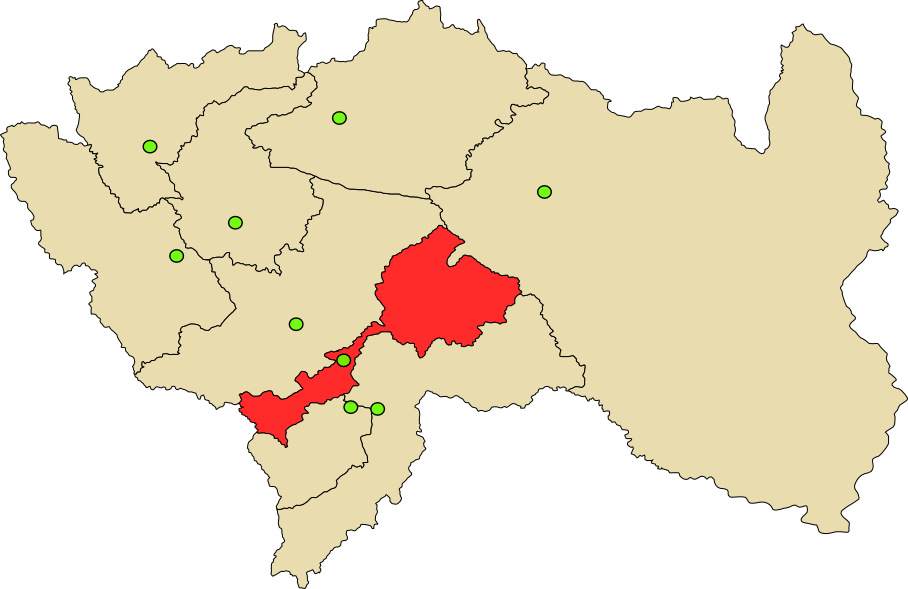
Mapa de la Provincia de Concepción

El distrito de Nueve de Julio es uno de los quince que conforman la provincia de Concepción, ubicada en el departamento de Junín, en el Centro del Perú. 
Desde el punto de vista jerárquico de la Iglesia católica forma parte de la Arquidiócesis de Huancayo.

## Toponimia
Pampa fue el primer nombre de este centro poblado, aunque más tarde se le bautizó como Santo Domingo del Prado que es la capital del distrito, por muchos años fue el quinto cuartel del distrito de Concepción hasta su creación política, el 9 de enero de 1962 por Ley N.º 13838, en el segundo gobierno del Presidente Manuel Prado Ugarteche.

## Historia

### Antecedentes históricos
En el departamento de Junín – siglo X de nuestra era se organizó una gran nación que creó su propia cultura: el Reino huanca, involucrando a las actuales provincia de Huancayo, provincia de Concepción y provincia de Jauja. Estos habitantes eran como en la actualidad: laboriosos, tenaces, altivos e independientes; demostrando sus cualidades en innumerables hechos heroicos como en la guerra de la independencia y luchas contra el invasor chileno. En cada una de ellas escribieron páginas gloriosas.
Los ancestros nonojulinos fueron también partícipes de éstas y otras jornadas que orientaron su futuro con valores que diseñaron el perfil local y regional.
Así, los antecedentes del origen del distrito, se remontan a la época preínca. Se afirma que fue un aillu de los huancas y tras el paso del Inca Cápac Yupanqui perteneció a Huarihuanca teniendo como capital a Tunanmarca.
El desarrollo de este distrito, dividido en cuatro cuarteles, se va plasmando con el tiempo gracias al empeño de su gente, al interés de sus autoridades y al natural avance tecnológico y científico que deja huellas positivas para un porvenir más sostenido en la trayectoria de este sugestivo jirón de tierra querida.

## Geografía

### Ubicación política
- Distrito: 9 de julio
- Provincia: Concepción.
- Departamento: Junín.
- Región: Junín.

### Ubicación geográfica
El Distrito Nueve de Julio se encuentra ubicado al norte de Concepción a 2,5 km y a 1,5 km de la Carretera Central, margen izquierda del Río Mantaro.
Con una Lat de 68° 8' y Lat O de 46° 4' al 46° 7'.

### Altitud
El distrito se encuentra a una altitud de 3.326 m s. n. m. (metros sobre el nivel del mar)

### Límites
- Norte: Barrio Huanchar del Distrito de Santa Rosa de Ocopa.
- Sur: Provincia de Concepción.
- Este: Anexo de Alayo – de la Provincia de Concepción.
- Oeste: Distrito de Matahuasi.

### Área
Su superficie territorial de Nueve de Julio es de: 7,28 km².

Su extensión urbana es de 54% - es de 20 ha aproximadamente y una densidad de 365,25 habitantes / km², mientras que la población rural de 46%.

### División administrativa
Las características de distribución poblacional se encuentran divididas o distribuidas por cuarteles I, II, III, IV, siendo de la siguiente manera:

- Cuartel I: 
Ubicado al sur este del distrito, teniendo como vía de acceso principal la avenida Oriente, carretera que une a la Provincia de Concepción y el Distrito de Ingenio de la Provincia de Huancayo.

- Cuartel II: 
Ubicado al noreste del distrito, teniendo como vías principales la avenida Confraternidad y Túpac Amaru.

- Cuartel III: 
Ubicado al noroeste del distrito, teniendo como vías principales de acceso la avenida Andrés Avelino Cáceres y la trocha carrozable del Canal de Irrigación CIMIRM.

- Cuartel IV: 
Ubicado al suroeste del distrito, teniendo como vías principales de acceso la avenida Manuel Prado Ugarteche y el Canal de Irrigación CIMIRM.

## Autoridades

### Municipales
- 2015-2018[2]
  - Alcalde: Sixto Osores Cárdenas, Movimiento regional Bloque Popular Junín (BPJ).
  - Regidores: Guillermo Pedro Romero Torres (BPJ), Edgar Moisés Huayanay Espinoza (BPJ), Alicia Vargas Clemente (BPJ), Jhonny Raúl Ruiz Nuñez (BPJ), Vianca Úrsula Fabián Véliz (BPJ), Joaquín Jhon Oyola Castro (BPJ), José Antonio Beoutis Ledesma (Junin Sostenible con su Gente), Jorge Michael Zamudio Calderón (Acción Popular), Marcos Elvis Calderón Mayta (Perú Libre).
- 2011-2014[3][4]
  - Alcalde: Luis Julián Santa Cruz Vásquez, Partido Fuerza 2011 (K).
  - Regidores: Jacinto Lizardo Rivera Cuenca (Unidos por Junín, Sierra y Selva), Percy Walter Quispe Aquino (Unidos por Junín, Sierra y Selva), Jorge Luis Chuquitaype Quintana (Unidos por Junín, Sierra y Selva), Icenia Luz Barja Arango (Unidos por Junín, Sierra y Selva), Robert Lennin Yachachin Romero (Perú Libre).
- 2007-2010
  - Alcalde: Dionicio Aeropajito Yupanqui Coronación.

### Policiales
- Comisario:  PNP

### Religiosas
- Arquidiócesis de Huancayo[5]
  - Arzobispo: Mons. Pedro Barrego Jimeno, SJ.
- Parroquia 
  - Párroco: Prb. .

## Climatología, recursos naturales y ecología

### Clima
El clima es seco y templado, hay una diferencia de temperatura entre el día y la noche, siendo estas las más notorias en épocas de helada, en los meses de junio y julio.

#### Precipitación
A nivel del Valle del Mantaro las precipitaciones pluviales en un promedio es de 700 mm anuales, acentuándose las lluvias en los meses de enero, febrero y marzo.

#### Temperatura
La temperatura es variable, con un intenso sol, siendo esta la máxima durante el día, de 22 °C; así como también llegando a disminuir la temperatura hasta 5 °C durante la noche; así mismo la temperatura promedia anual es de 12 °C a nivel de todo el Valle del Mantaro.

#### Vientos
La presencia de los vientos generalmente se presentan orientados de norte a sur, siendo estos fríos y secos; en el mes de agosto se presenta con mayor intensidad.
A nivel del Valle el promedio anual del viento es de 1,2 m/s

#### Hora sol
Las insolaciones se presentan con mayor intensidad, en las épocas de invierno y primavera siendo la presencia un promedio de hasta 11 h diarias de sol.

#### Humedad
La Humedad Relativa promedio anual oscila de 15 a 25 %, incrementándose en los meses veraniegos de enero a marzo de 50 a 60%.

#### Principales fenómenos climatológicos
Ocasionalmente se presentan en el distrito fenómenos adversos como son las granizadas y las heladas generalmente por las noches a partir del mes de junio a julio.

Particularmente en la localidad se presentan heladas en fechas festivas el 22 de noviembre (celebración de Santa Catalina), el 20 de enero y el 8 de febrero, días en que los pobladores se preparan para la quema de fogatas con restos vegetativos.

### Recursos naturales

#### Suelos
El distrito dispone con terrenos de cultivo parcelado por familia, no se diferencian pisos ecológicos, topografía poca accidentada, sin mucha pendiente. 
La zona del distrito está constituida por suelos de tipo aluvial de naturaleza franco arenoso, en algunas zonas con agregados de gravas y conglomerados.

#### Flora
Comprende una flora diversificada tanto como silvestre, nativas, cultivados y no cultivados propias de la región.

#### Fauna
Crían principalmente ganado vacuno raza Holstein y la criolla para la producción de leche, también se cuenta con ovinos, porcinos y en menor proporción los animales menores como son el cuy, conejos, gallinas.
El río Achamayo surca por el lindero de la zona, donde se puede ejercer la libre pesca de algunas truchas que escapan de la granja Piscícola de Ingenio.
Entre animales domésticos, como mascota tenemos al perro y gato.
Por la presencia de vegetación permanente algunos pobladores del lugar se dedican a la crianza de abejas (Apicultura) en panales, requiriendo su mejoramiento y tecnificación.

#### Hidrografía
El Distrito Nueve de Julio, cuenta con un recurso hídrico principal que es el río Achamayo.
- Rio Achamayo: 

La afluencia del agua nace en la Laguna de Pomacocha que a su paso atraviesa varias, localidades con dirección de lado este a oeste y pasa por el lindero de la localidad
Con un volumen promedio de 950 L/s, la misma que se captan a través de las 5 tomas principales que dotan de riego a todos los terrenos de cultivo del Distrito.

### Ecología

#### Regiones naturales
La Provincia de Concepción se encuentra ubicado en región Quechua o templada, de los 3220 a 3500 m s. n. m. .
El distrito Nueve de Julio se ubica a una altitud de 3326 m s. n. m., con un clima seco y templado.

#### Pisos ecológicos
La Región Andina cuenta con tres pisos altitudinales: el subalpino, el alpino y el nivel según la característica del distrito se considera el subalpino.

#### Zonas de vida
La zona de vida del Distrito Nueve de Julio, según el mapa ecológico del Perú ONER (1976) constituye el bosque seco Montano Tropical (BS – MT) para parte del valle.

## Aspectos organizativos y culturales

### Principales organizaciones
La organización del distrito está conformada por diversas organizaciones,  las cuales se van formando y renovando a determinado tiempo.

### Manifestaciones culturales y folclóricas

#### Costumbres ancestrales
Existen diversas costumbres ancestrales; pero es muy lamentable decir que en la actualidad la mayoría de estos han sido olvidados y relegados ya que son muy pocas las familias practican algunas de estas costumbres como son: La Safacasa, el Servinacuy (convivencia prematrimonial en concubinato), el Matrimonio con Palpa, el Entierro y el Lavatorio. Es muy importante señalar que se debe revalorar y retomar la práctica de estas costumbres que nos han sido heredados por nuestros ancestros puesto que son el sustento permanente de nuestra personalidad, idiosincrasia y estructura social.
- La Safacasa o Techado de Casa Nueva: 

Consiste en el apoyo voluntario con trabajo o mano de obra en forma de “Uyay” o reciproco, de parte de las amistades y familiares en el día del techado de la casa nueva. Una vez culminado proceden a realizar prácticas rituales como es la puesta de la cruz en el techo, por parte de los padrinos que son elegidos por los dueños de la casa, quienes debidamente disfrazados con trajes típicos del lugar colocan la cruz de hierro y las flores, luego desde arriba arrojan golosinas (caramelos, galletas) para todos los presentes. Así mismo se comprometen con la colocación de puertas, ventanas, etc de acuerdo a sus posibilidades económicas.
- El servinacuy o convivencia: 

Es una costumbre en estos pueblos, que permiten la convivencia del hombre y de la mujer sin estar casados. En el matrimonio la mujer debe tener autorización y aprobación de los padres, y si es menor autorización del poder Judicial. Cuando un hombre desea contraer matrimonio, conversa con sus padres y pide lo acompañen a pedir “La mano” o consentimiento de los padres de la novia. En el pedido de la mano, se llega al acuerdo de realizar el matrimonio o pasar al Servinacuy por un período determinado, de acuerdo a la decisión de la pareja, se formaliza al matrimonio o caso contrario ambos regresan al seno familiar, como hijos solteros.
- El Matrimonio con Palpa: 

Después de realizada la ceremonia del matrimonio religioso, se procede a servir el almuerzo y luego toda la tarde se dan el espacio para la palpa; que consiste en la entrega de diversos regalos y dinero en efectivo a los novios, por parte de los familiares y amistades en forma de competencia y bailando al compás de una orquesta típica, agrupados en familia de la novia y otro grupo familia del novio. Finalizado la fiesta ya sea al segundo o tercer día de acuerdo a lo programado se realiza el conteo de regalos en presencia de toda la familia presente, para saber cual de las dos familias hicieron mayor cantidad de regalos y se consideran ganadores y continúan con sus festejos hasta las últimas consecuencias.
- Lavatorio: 

Al siguiente día del entierro, se procede al lavatorio que consiste en el lavado de todas sus prendas de vestir y algunas pertenencias del difunto que generalmente lo realizan en el río, donde todos los asistentes entre familiares y amistades solidariamente se confunden con los dolientes y de manera rápida terminan con esta tarea y luego por la tarde proceden a rezar oraciones por el descanso eterno del difunto, y luego eligen a la persona mayor de todos los asistentes para que castigue con un látigo especial a los dolientes, ritual que según ellos dicen que ayudan a llevar el dolor al difunto; y terminan con la práctica del juego del Chuncay.

#### Fiestas costumbristas
Al igual que las costumbres ancestrales; las expresiones artísticas de alto valor histórico deberán de ser protegidas y revalorados como parte de nuestra identidad cultural entre las principales fiestas costumbristas tenemos; Los Negritos Decentes, La Chonguinada y el Huaylash.

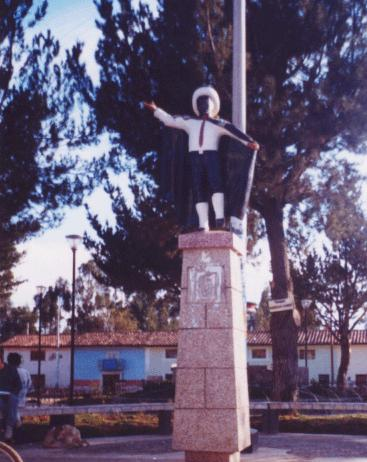
Negritos Decentes.

- Los Negritos Decentes: 

Este baile de los negritos decentes es completamente diferente a otros bailes de negrería existentes en el Valle del Mantaro.
El disfraz consta de una capa negra de marroquín, un sombrero de paja color blanco con cintas de colores rojo, amarillo y azul; en la parte posterior de la altura de la espalda va un pañuelo grande. Así mismo cuatro pañuelos chicos de diferentes colores se ubican en la capa de la parte delantera a ambos lados del pecho. Una careta negra, camisa blanca, corbata guinda, un terno azul marino, un par de escarpines blancos y zapatos negros completan el atuendo.
Los bailantes están organizados en cuatro Asociaciones de Negritos Decentes y en la actualidad son considerados como Patrimonio Cultural Distrital.

- La Chonguinada: 

Esta danza es de origen colonial, nace en el pueblo Santiago León de Chongos, expandiéndose por todo el Valle del Mantaro y el departamento de Junín. Se dice que la Chonguinada es una parodia del aristocrático baile Europeo de Salón, baile elegante jovial y enamorador.
La Chonguinada es una de las manifestaciones que más atraen por la elegancia de su vestuario colorido y adornado con monedas de oro y plata, donde las mujeres llevan velado el rostro por una careta de fina malla de alambre. Su música es ejecutada por una orquesta típica Huanca. También en el Distrito existe la Sociedad de Chonguinos “Virgen de la Candelaria”.
- El Huaylash: 

Como es de conocimiento entre las Estampas más destacadas del Valle del Mantaro destaca nítidamente el famoso Huaylash, danza pujante Huanca, que ha sido traído por los Huancaínos residentes en el Distrito. Esta estampa costumbrista destaca en cuanto concurso se realice. Razón por el cual otros ciudadanos netamente del distrito, contagiados de su vigencia y candencia, formaron instituciones como es la Unión Cultural, poderoso “Alianza Huaychulo”.